# تریپلیت
تریپلیت  (به انگلیسی: Triplite) با فرمول شیمیایی (MnFe)2[F-PO4] از مجموعه کانی هاست و از کلمه یونانی triplos یعنی سه تایی گرفته شده‌است. محلول در اسیدها متغیر - سری ایزومورف با تری پلیت (Mn>Fe) و سؤیزلیت (Fe>Mn) برای اولین بار در فنلاند کشف شد و از نظر شکل بلور: ایزومتریک، رنگ: قهوه‌ای - قرمز تا سیاه، شفافیت: غیر شفاف - نیمه شفاف، شکستگی: صدفی - نامنظم، جلا: شیشه‌ای - چرب، رخ: ضعیف، سیستم تبلور: مونوکلینیک و در رده‌بندی فسفات است همچنین خاصیت مغناطیسی شبیه فولاد و منشأ تشکیل آن پگماتیتی است.
همایند کانی‌شناسی (پارانژ) آن - آپاتیت- کوارتز- کاسیتریت و غیره است
، از نظر ژیزمان به ندرت بلوری - آگرگات دانه‌ای - توده‌ای کمیاب است و بیشتر در آلمان غربی، چک اسلواکی، آمریکا، آرژانتین یافت می‌شود.